# The Temptress (film 1911 Essanay Studios)
The Temptress è un cortometraggio muto del 1911 prodotto dalla Essanay di Chicago. Il nome del regista non viene riportato nei titoli.
All'inizio di quello stesso mese era uscito un altro film dallo stesso titolo, diretto da Joseph W. Smiley e interpretato da Mary Pickford.

## Produzione
Il film fu prodotto dall'Essanay Film Manufacturing Company.

## Distribuzione
Distribuito dalla General Film Company, il film - un cortometraggio di una bobina - uscì nelle sale cinematografiche USA il 30 maggio 1911.